# Гасна хроматографија
Гасна хроматографија (GC) или Гасно-течна хроматографија (GLC), је хроматографска метода раздвајања и детекције органских једињења. Код ове инструменталне методе мобилна фаза је и уједно носећи гас, обично инертан (најчешће аргон или хелијум) или гас који не реагује са испитиваним узорком (најчешће азот) а стационарна фаза је лепеза избора од молекулског сита па до капиларних колона пресвучених вискозном течношћу или микроскопским слојевима полимера. Инструмент који се користи код ових техника, гасно хроматографског раздвајања и анализе, се назива гасни хроматограф.
Гасна хроматографија је различита техника од других врста хроматографије као што су  или . Основна разлика је у начину проласка испитиване супстанце кроз колону, узорак је увек у гасном стању. Код пуњених (пакованих) колона узорак пролази кроз стационарну фазу и компоненте узорка бивају задржане различито време у колони у зависности од величине молекула. Капиларне колоне су данас много заступљеније и код капиларних колона је веома слично, само што се време задржавања регулише са зидовима колоне које могу бити пресвучене са различитом врстом стационарних фаза и на тај начин компоненте узорка бивају задржане и раздвојене једно од друге и то време задржавања (време детектовања) се зове ретенционо време. На свакој колони се налази једна плочица која представља својеврсну личну карту колоне, са свим информацијама везаним за ту колону (нпр. попречни пресек).

## Гасно хроматографска анализа
Гасни хроматограф је инструмент који се у хемијској анализи користи за раздвајање компоненти из смеше датог узорка. Принцип гасно хроматографске анализе је у проласку узорка (ношен гасом носачем) кроз колону која раздваја узорак на компоненте у зависности од физичких и хемијских особина компоненти и њихових могућих узајамних односа са стационарном фазом, колумским пуњењем. Раздвајањем компонената смеше, различитим временским задржавањем компоненти у колони (свака компонента има своје ретенционо време) и њиховом детекцијом се врши идентификација појединих компоненти. На крају колоне је детектор који електричним путем региструје поједине компоненте узорка. Брзина проласка узорка кроз колону се одређује температуром колоне у пећи и подешавањем брзине проласка носећег гаса (flow rate).
Приликом гасно хроматографске анализе преко инјектора се у колону са микро шприцем убацује тачно позната запремина узорка (запремина је изражена у микролитрима (µL). Ту даље улогу носиоца преузима гас носач, који узорак проноси кроз колону. Проток гаса носача је и даље стабилан али узорак се разлаже на саставне делове због различитих адсорбционих способности појединих компоненти узорка. Повећавањем дужине кретања појединих компоненти кроз колону, повећава се и дистанца између њих, тако да у идеалном случају, приликом изласка узорка из колоне и стизања до детектора, све компоненте узорка су јасно раздвојене и свака посебно наилази на детектор. Помоћу детектора, и времена излажења, се идентификује свака поједина компонента и концентрација сваке у датом узорку.

## Делови гасног хроматографа
- Боца са гасем носачем
- Вентил, регулатор притиска
- Инјектор
- Пећ, регулатор температуре
- Колона
- Детектор
- Монитор или штампач

Инјектор, колона и детектор се морају налазити у контролисаном термостатичном делу гасног хроматографа

### Аутосемплер
Аутосемплер или аутоматско узорковање може бити или је део гасног хроматографа који аутоматски узима узорак који се испитује и убацује га у инјектор. Предност аутосемплера над мануалним узорковањем је у поновљивости и оптимизацији времена, што је један од битних фактора за одређивање природе испитиваног узорка и њених компоненти.
Постоји велики број различитих аутосемплера и они се деле по:
- капацитету (прецизности или поновљивисти),
- технологијској употреби (XYZ robot VS rotating/SCARA-robot) или
- по природи анализе која може бити:
  - Течна
  - Са статичном главом — технологија са бризгалицама
  - Са динамичком главом — технолохија са променљивом узоркивачким линијама
  - SPME, техника развијена на Универзитету у Вотерлу (University of Waterloo,UW), Онтарио, Канада током 1990-их.

### Инјектори
Инјектор је део гасног хроматографа који је директно повезан са колоном и служи да би се узорак убацио у колону за испитивање.
Врсте инјектора:
- Split/splitless инјектор (S/SL (Split/Splitless) injector); Узорак се преко загрејане коморе помоћу бризгалице, шприца, убаци у инлет где га преузима носећи гас и, делимично или потпуно, односи на колону.
- Директан; узорак се убацује без предгрејача.
- инјектор; инјекторски систем испаравања узорка помоћу програмираног грејача (Programmed Temperature Vaporising injector). Температура узорка се овом техником градијално повећава и она увек је испод тачке кључања датог узорка.
- Гасни инјектор; инјектор који користи проток гаса као узимач узорка, техника се састоји из повезивања разних узорака који стоје у боцама под притиском и системом вентила се убацују у ток који образује гас носач.
- Систем прочистити-уловити (P/T (Purge-and-Trap) system); Узорак се прво барботира се неким инертним гасом. Испарљиве компоненте узорка се затим хватају на апсорпциону колону која се држи на собној или сниженој температури. Апсорпциона колона се затим греје и волатилне компоненте се струјом носећег гаса преносе на колону за раздвајање. Узорци који захтевају прочишћавање или корекцију концентрације могу се такође убацити преко (S/SL) инјектора.
- SPME, нуди лаку и јефтину замену P/T система са универзалном могућношћу употребе бризгалица и split/splitless инјектора (S/SL).

### Колоне
Традиционално колоне у гасно хроматографској анализи се деле на две основне врсте:
- Паковане колоне су дужине од 1.5 - 10 m и дијаметра од 2 - 4 mm. Тело колоне је направљено обично од нерђајућег челика (stainless steel) или стакла и садржи инертно пуњење које је пресвучено са течном или чврстом стационарном фазом. Природа облоге одређује која ће се врста материјала највише адсорбовати. Због огромног броја врсте колона постоји подела и по специфичним типовима спојева.
- Капиларне колоне имају веома мали унутрашњи дијаметар, ред величина је од неколико десетих делова милиметра и дужине између 25-60 m. Унутрашњи зидови колоне су обично обложене са активним материјалом (WCOT columns), док неке од колона ове врсте имају солидно пуњење са пуно паралелних такозваних микропора (PLOT columns). Већина капиларних колона су направљене од стопљене силике са полиимидом (polyimide) као облогом. Ове колоне су флексибилне тако да их је веома лако паковати у колонску пећ. Капиларне колоне су направљене од кварцне цеви, а како не би била ломљива, пресвучена је полиамидом са спољашње стране, а са унутрашње стране је распоређена течна стационарна фаза. Данас на тржишту постоји велики избор, како по физичким, тако и по хемијским карактеристикама, као што је дужина, дебљина и различита стационарна фаза.

У новије време развијају се нове технике и методе, тако да постоји и трећа врста:
- Ново развијене где су убачене две паралелне колоне у једну колону, што је применљиво када стационарна фаза није компатибилна. Овде такође постоји подела:
  - Микробрза колона (microFAST), оне су грејане изнутра и две колоне, унутрашњи грејач и температурни сензор су спојени са једном заједничком колоном.[3];
  - Микропаковане колоне спољњег дијаметра од 1/16", су колона у колони паковане колоне (column-in-column packed columns) где спољна колона има другачије пуњење од унутрашње колоне и омогућава истовремено двојно раздвајање у колонама.[4]

Температурна зависност молекуларне адсорпције појединих компонената смеше и њихово кретање кроз колону захтева веома пажљиву контролу температуре, чак до неколико десетих делова степена. Смањење температуре доводи до бољег раздвајања компоненти али такође и до дугачког елуционог времена (времена излажења). Због овога је уведен и такозвани температурни програм, где се температура постепено повећава или смањује у зависности од потребе.
Избор носећег гаса или мобилне фазе је такође важан фактор у гасној хроматографији, за сада се као највише коришћен сматра хелијум, због својих особина опште инертности и незапаљивости, као и најбољих хроматографских перформанси (након водоника). За хелијумом пуно не заостаје (по употреби) ни водоник па затим азот и аргон а у неким случајевима и ваздух.

### Детектори
У гасној хроматографији се користе више врста детектора. Најпознатији и најкоришћенији међу њима су пламено јонизациони детектор (FID) и термално проводљиви детектор (TCD). Оба детектора су доста универзална и могу детектовати велики опсег компоненти са широком варијацијом концентрације. Термално проводљиви детектори су за нијансу универзалнији и могу детектовати већину компоненти чија је термална проводљивост већа од термалне проводљивости носећег гаса, на задатој температури. Пламено јонизациони детектори су осетљивији на угљоводонична једињења и не могу детектовати воду. Такође предност TCD детектора над FID детектором је да не уништава испитиване компоненте (пламено јонизациони их сагорева) и могу се поставити у серији приликом анализе што омогућава додатна испитивања за једну те исту компоненту.

## Принципи детекције
Табела приказује типичне детекторе којима се служи гасна хроматографија.
| Врста детектора                 | Природа узорка                    | Детекциони лимит |
| ------------------------------- | --------------------------------- | ---------------- |
| Пламено јонизациони ()          | Угљоводоници                      | 1                |
| Термално проводљиви ()          | Универзални                       | 500              |
| Електронско апсорпциони ()      | Хлорна једињења                   | 5 fg/s           |
| Масени спектрометар ()          | Универзални                       | 0.25 до 100      |
| Термални ()                     | Азотна & Фосфорна једињења        | 0.1 (); 1 ()     |
| Електро проводљиви              | Једињења хлора, сумпора или азота | 0.5 , 2 , 4      |
| Фотојонизациони ()              | Једињења ЈонизованаUV зрачењем      | 2                |
| Фуријеров ред трансформације () | Органска једињења                 | 0.2 до 40        |

Детекција органских једињења је најефектнија ако се користи пламено јонизовани детектор. Биохемијске компоненте као што су протеини, нуклеотиди и фармацеутске смеше се такође могу радити са пламено јонизованим детекторим, али такође са термално проводљивим, термалним или електро проводљивим што је омогућено присуством атома азота, фосфора или сумпора у узорку.
Неки гасни хроматографи су спојени за масени спектрометар који у овом случају служи као детектор. Ова комбинација је поната као (GC-MS). Затим, неке (GC-MS) су спојене на нуклеарно мегнетско резонантни спектрометар (NMR) који у овом случају игра улогу помоћног детектора. Ова комбинација је позната као (GC-MS-NMR). Такође је могуће повезати (GC-MS-NMR) за инфрацрвени спектрофотометар (IR) који такође у овом случају служи као помоћни детектор. Ова комбинација је позната као (GC-MS-NMR-IR). Ове комбинације служе само у изузетним приликама и нису уобичајне, али су компатибилне и у неким изузетним случајевима су корисне и могу послужити, већина стандардних испитивања се врши у са (GC), (MS) или комбинацији (GC-MS).

## Гасно хроматографске методе
Под гасно хроматографском методом се подразумевају услови под којима се одиграва анализа. Процес одређивања идеалних услова анализе се назива Развојна метода.
Варијабилне компоненте гасно хероматографске анализе су носећи гас и њен проток (flow rate) и температура, температура улазног отвора гасног хроматографа, температура колоне, температура детектора и температурни програм за поједине анализе, величина узорка и инјекторска техника.

### Носећи гас
Највише коришћени носећи гасови у гасној хроматографији су хелијум, азот, аргон, водоник и ваздух. Који од ових наведених гасова ће се користити, одређује се обично у зависности којим ће се детектором радити при анализи, на пример детектор са јонизационим пражњењем (DID) обавезно користи хелијум као носећи гас. Такође и приликом анализе гасних узорака врста носећег гаса је од значаја, ако се на пример анализира аргонска смеша, пожељан је аргон као носећи гас из простог разлога што се аргон уопште неће посебно појавити на детектору а самим тим ни на хроматограму. Исто тако безбедност и доступност се морају узети у обзир, водоник је по природи запаљив и експлозиван али се ипак користи због немогућности набавке хелијума високе чистоће. (Видети: Добијање хелијума.)
Типично, чистоћа носећег гаса који се користи у гасној хроматографији је 99.995% или чак и више и она се одређује од врсте детектора који се користи приликом анализе. Трговачки називи за носеће гасове различите чистоће су (Zero Grade), (Ultra-High Purity (UHP) Grade), (4.5 Grade) и (5.0 Grade).
Проток носећег гаса утиче на анализу у истом обиму као и варијација температуре. Бржи проток омогућава и бржу анализу али и смањује могућност потпуног раздвајања компоненти смеше (краће задржавање појединих компоненти на теоретским подовима колоне). Проток носећег гаса се зато оптимизује заједно са оптимизацијом дужине колоне и температурним режимом.
Гасни хроматографи произведени пре 1990. нису имали другу могућност мерења и контроле протока носећег гаса до обичним повећањем и смањењем притиска и проток се мерио на излазу колоне са електронским мерачем протока (flow meter) или једноставним мерачем протока помоћу мехурова (bubble flow meter), што је доста непрецизно и са том врстом контроле није постојала могућност контроле варијације притиска у току анализе.
Модерни гасни хроматографи имају могућност електронског мерења и контроле протока носећег гаса, овим је омогућено да се притисак и брзина протока носећег гаса може веома прецизно контролисати и током трајања саме анализе, што даје већу ефикасност методи.

### Врсте инјектора
Начин убацивања узорка и инјекторска техника зависе од самог узорка који може бити течан, гасни, растворен или у чврстој форми. У неким од ових случајева потребно је отпарити растварач или другим речима прочистити узорак. У неким случајевима ако су услови анализе познати и понашање узорка такође је познато, узорак се може убацити иако је заједно са растварачем, непрочишћен, онда се узорак убацује преко такозваних cold-on-column(COC) инјектора. Ако се узорак претходно мора припремити или прочистити онда се најчешће користи (S/SL) инјектор. Гасни узорци се инјектују преко вентила скретница што је најраспрострањенији начин инјектовања у гасној хроматографији.

#### Инјектори
Гасно хроматографска анализа почиње уласком узорка у колону колону. Развој капиларне гасне хроматографије и он је, због многобројних проблема са стандарним инјекторима које су биле дизајниране за пуњене колоне, довео до нових правила и дизајна који су специфицирани за капиларне колоне. Инјекторски систем, за капиларне колоне у гасној хроматографији, мора испунити два основна услова:
1. Количина узорка не сме пореметити проток носећег гаса у колони,
2. Ширина инјекторског уметка мора бити пропорционална улазу у капиларну колону.

Ако се ова два основна услова не испуне, долази до смањења ефикасности колоне. Генерално, запремина која се инјектује, , и запремина детекторске јединице, , треба да буду у односу 1/10 од запремине коју заузима компонента испитиваног узорка при изласку из колоне.
Неке од основних услова правилне инјекторске технике:
- потребно је да подржавају оптималну ефикасност колоне.
- потребно је да буду репродуктивни и прецизни приликом инјектовања количински малих узорака.
- не смеју изазвати никакве промене у саставу узорка
- не смеју никако утицати на узорак, са гледишта тачке кључања, поларитета, концентрације или термално каталитичке стабилности.
- требало би бити способни пратити анализу и са неразблаженим узорцима.

### Температура и температурни програм
У гаснохроматографској анализи аналитичка колона је смештена у пећ, где се електронски врши прецизна контрола температуре. Када се говори о температури колоне, у ствари, технички, то се односи на температуру пећи.
Брзина са којом узорак пролази кроз колону је директно пропорционална температури колоне, што год је температура већа то је и време проласка компоненти узорка брже. Али, такође треба знати да што је већа брзина проласка узорка преко стационарне фазе у колони то је и раздвајање слабије.
Због ове појаве, већа брзина-лошије раздвајање, селектована температуре је у ствари компромис дужине анализе и нивоа раздвајања компоненти.
Метода у којој се температура држи стабилном током трајања целе анализе се зове изотермна метода. Већина метода данас, због бољих електронских решења, имају такозвану температурну контролу, са којом се повећава температура током трајања анализе и тиме скраћује укупно време. Ове методе се називају температурно програмске методе.
Температурно програмске методе омогућавају компонентама које брже излазе да се јасно раздвоје а тежим компонентама које заостају у колони да брже изађу из ње и самим тим цела анализа траје краће што је и један од циљева модерних техника.

## Анализа података и хроматограм
Квалитативна анализа:
- Резултати гасно хроматографске анализе су приказани на хроматограму као сигнали са детектора у виду графикона са пиковима што се види -{ оси и ретенционог времена који је приказан на x оси. Овај графикон затим даје серију пикова који сваки засебно представља поједину компоненту смеше, испитиваног узорка, који се детектују у различитом временском периоду у зависноссти од времена задржавања у колони. То такозвано ретенционо време се користи за идентификацију појединих компоненти али само под условима да су услови анализе увек једнаки. Модерни гасни хроматографски системи више не захтевају ручну обраду, већ само помоћу компјутерског програма сами идентификују и прорачунавају поједине компомненте комплексних узорака.

Квантитативна анализа:
- Површина испод пика представља количину присутне компоненте и рачунањем површине пика математичком функцијом интеграције одређује се концентрација у процентима (%) или у ppm (parts per million). Концентрација се такође може израчунати преко калибрационе криве, кја се прави као серија узорака различитих концентрација анализиране компоненте или просто одређивањем релативног чиниоца одзива и његовим уношењем у прорачун. Релативан чинилац одзива је однос познате количине анализиране компоненте и интерног-екстерног стандарда. Концентрација може бити изражена у тежинским и запреминским процентима.

У комбинацији GC-MS користи се компјутерски софтвер који интегрише детекторске сигнале и упоређује их са базом података који су му раније унети у меморију.

## Примена
Супстанце које се анализирају морају имати тачку кључања испод 300 °C, то јест да су стабилни до те температуре и оне се могу квантитативно мерити, такође не смеју садржавати соли појединих једињења и јоне. Обично се резултати могу добити одмах али сигурније је када се испитивана супстанца упореди са постојећим стандардом.
У примењеној гасној хроматографији се могу користити различити температурни програми и тиме повећа линија раздвајања пикова и олакша њихова идентификација, ово је веома практично код рада са супстанцама које имају сличне особине и са униформном температуром их је тешко или немогуће раздвојити.
Гасна хроматографија је, као аналитичка метода, веома практична за рад Хемијском инжењерству, хемијској индустрији, пољопривреди, ветеринарству, шумарству и осталим индустријским гранама. Пример за то је контрола улазних сировина и излазних продуката хемијске индустрије, мерење токсичних супстанци у земљи, води или ваздиху. Гасна хроматографија је толико прецизна да може мерити пикомол неке компоненте у 1 ml течног узорка или ppbије (parts-per-billion), у концентрованим гасним узорцима.

## Оптимални радни услови уанализи
Основни услови које треба испунити да би се добило оптимално раздвајање компоненти су што већа разлика у задржавању састојака на стационарној фази и што уже зоне, које компоненте у колони заузимају.
Промена поларности стационарне фазе утиче само на релативно задржавање, а величина зрнаца чврстог носача на ширину зона састојака-компоненти узорка. Промена количине стационарне фазе утицаче и на задржавање компоненти и на ширину њихових зона.
Пример двојаког утицаја је утицај количине текуће фазе и температуре колоне.
- Количина текуће фазе — Већа количина текуће фазе, а тиме и дебљина филма, повечаће задржавање сваког од појединих компоненти узорка у колони и њихово одвајање. Истовремено свако повечавање дебљине филма текуће фазе проузроковаче већи отпор преносу масе, па се зоне састојака могу проширити у толикој мери да раздвајање потпуно изостане.
- Температура колоне — Код превисоких температура састојци ће брзо достићи ниво своје гасне фазе, па задржавања на течној фази такорећи неће ни бити. Падом температуре долази до ширења њихових зона. У почетку раздвајање је јаче изражено од ширења састојака али даљим температурним утицајем (радом топлоте) учинак би био обрнут. Ниске температуре доносе ширење зоне па је резултат тога прекривање зона и немогућност раздвајања.

Као мера за ширење зоне састојака, компоненти, у хроматографској колони узима се ширина пика на хроматограму.
δn2 = δ12 + δ22 + δ32 + ...
Где је
- — девијација коначне зоне
- — варијанца, девијација, статистичких процеса од 1-n

Где је варијација колоне H:
 = δn2/
где је
- — девијација коначне зоне
- — дужина колоне

Зависност висине је еквивалентна теоретском тавану (H) и фактора који утичу на тај однос:
H = 2ʎdp + 2ɤDg/U + ⅔ k'/(1 + k')2 × dp/D1 × U + 1/100 × (k')2/(1 + k') × dp2/Dg × U
Где је:
- — константа којом се исказује хомогеност пуњења
- — средњи промер зрна чврстог носача
- — фактор корекције (укључујући кривудавост пора чврстог носача)
- — којефицијенат дифузије у гасној фази
- — фактор капацитета колоне k' = k × (Vt/Vg)
- — којефицијенат расподеле
- — запремински удели течне и гасне фазе у колони
- — којефицијенат дифузије у течној фази
- — дебљина филма течности

 = A + B/U + C1 ×  + Cg × 
Где је:
- — турболентна дифузија
- — молекуларна дифузија
- — отпор преносу масе, у течној или гасној фази

Минимум кривуље, на слици, представља оптималну брзину гаса носача уз коју колона има максималну ефикасност и минималну ширину пика, оптимална брзина протока.
Код брзине се губи око 20% од максималне могуће ефикасности колоне а време анализе се смањује на половину услед двоструко веће брзине гаса носача, оптимална практична брзина протока.
Ако се дужина колоне повећа за 20%, време анализе уз OPGV смањиће се се на ⅝ времена потребног при раду са OGV, а колона ће имати исту ефикасност. Код ових брзина висина еквивалентна теоретском тавану зависи само од отпора преноса масе. Из овог разлога се препоручује у пракси радити са вредностима OPGV.
Мера за делотворност колоне је број теоретских тавана (n)
 = 

Ефективни број тавана 
Где је  редуковано време задржавањакоје је добијено као разлика времена задржавања састојака времена елуирања инертног састојка

 = 16 Rne²(α/α - 1)² × (1 + β/K)²
Где је
- — потребан број теоретских подова
- — оптимално раздвајање
- — релативно задржавање компоненти узорка
- — фактор капацитета за другу компоненту у низу

- — којефицијенат расподеле

Већи садржај течне фазе у колони захтева мањи број теоретскох тавана..